# Муламба, Леонард
Леонард Муламба (фр. Léonard Mulamba, также был известен как Муламба Ньюнэй ва Кадима 1928, Лулуабург, провинция Касаи, Бельгийское Конго — 12 августа 1986) — конголезский военный и государственный деятель, дипломат; премьер-министр Демократической Республики Конго (1965—1966).

## Биография
Подучил образование в учебном центре Иребу в Экваториальной провинции, расположенной между рекой Конго и озером Тумба.
В 1949 г. вступил в колониальную жандармерию, известную как Force Publique. К 1960 г. дослужился до звания сержант-майора, а после обретения независимости быстро стал офицером. В 1960 г. командовал IX батальоном жандармов в Лулуабурге.
В 1962 г. был назначен командиром 3-й группы в Стэнливилле. Получил широкую международную известность за организацию обороны Букаву и за проведение одного из решающих сражений во время Восстания Симба (1964) в должности командира операционного сектора Киву. После этого его стали неформально называть «Человек из Букаву». Когда повстанцы из Национального совета освобождения были выбиты и отброшены от Стэнливилля, он был назначен военным губернатором всей Северо-восточного региона. Пользовался популярностью в войсках под его командованием.
В 1964—1965 гг. — начальник штаба Национальной конголезской армии (в звании полковника).
После ноябрьского 1965 г. государственного переворота под руководством Жозефа-Дезире Мобуту возглавил правительство Демократической Республики Конго (ДРК). В октябре 1966 г.  под давлением высшего командования армии был отстранен от должности премьер-министра.  В Историческом словаре ДРК говорилось, что Мобуту уволил Муламбу и упразднил этот пост по причине лояльного отношения главы правительства к мятежу полка Бака в Стэнливилле.
Вышел в отставку с армейской службы в звании генерал-майора.
После отставки был переведен на дипломатическую работу:
- 1967—1969 гг. — посол в Индии,
- 1969—1976 гг. — посол в Японии,
- 1971—1976 гг. — посол в Южной Корее (по совместительству),
- 1976—1979 гг. — посол в Бразилии.

## Награды и звания
Кавалер Национального ордена Заира и Ордена сподвижников революции.